# Animatrix
Animatrix je projekt v rámci série Matrix, který rozšiřuje tento fiktivní svět devíti animovanými příběhy. Nebyly uvedeny v kinech, ale pouze na DVD (3. června 2003). Každý z devíti příběhů je vytvořen jiným typem anime. Čtyři z nich napsali přímo sourozenci Wachowští:
- Poslední let Osirise (režie: Andy Jones)
- Druhá renesance, část 1 (režie: Mahiro Maeda)
- Druhá renesance, část 2 (režie: Mahiro Maeda)
- Kidův příběh (režie: Šin'ičiró Watanabe)

Dalších pět příběhů napsala jednotlivá animační studia, tudíž do příběhu trilogie tolik nezapadají:
- Program (scénář a režie: Jošiaki Kawadžiri)
- Světový rekord (scénář: Jošiaki Kawadžiri, režie: Takeši Koike)
- Neznámé území (scénář a režie: Kódži Morimoto)
- Detektivní příběh (scénář a režie: Šin'ičiró Watanabe)
- Přijímací zkouška (scénář a režie: Peter Chung)

## Děj

### Poslední let Osirise
Kapitán Thadeus (Kev Michael Richardson) a Jue (Pamela Adlon) jsou napojení do Konstruktu, v němž si užívají souboje s meči se zavázanýma očima. Oba se uhýbají útokům, ale postupně si přeřezávají oblečení, čímž se svlékají. Chystají se políbit, ale tento eroticky laděný souboj přerušuje zaznění alarmu, načež simulace končí.
V další scéně, vznášedlo Osiris směřuje k sektoru 21, když operátor Robbie (Tom Kenny) odhalí armádu robotických Sentinelů díky svým pokročilým senzorům. Posádka zamíří se vznášedlem do nezmapovaného tunelu, kde se setká s menší skupinou Sentinelů hlídající prostor. Posádka Sentinely úspěšně zničí, ale vlivem většího počtu strojů za zády jsou nuceni vyletět na pustý, temný povrch. Ocitnou se přímo proti obrovské armádě strojů, která si pomocí obřích vrtáků razí cestu pod zem. Zděsí se, když zjistí, že přímo pod nimi se nachází Sión. Stroje zpozorují Osirise a vrhnou se na něj.
Posádka změní kurz a začnou prchat, někteří i obsluhovat děla na sestřel strojů. Thadeus rozhodne, že Sión musí být varován, proto se Jue dobrovolně napojí do Matrixu. S vědomím toho, že tohle jsou jejich poslední chvíle, se Thadeus s Jue rozloučí.
Jue se ocitá na střeše vysoké budovy v Matrixu. Akrobaticky skáče dolů, až drtivě padá na zem, avšak bez jakékoliv úhony. Následně hází balíček s varováním do poštovní schránky a doufá, že úspěšně dorazí. Kontaktuje Thadeuse přes mobilní telefon, aby ji vytáhl z Matrixu, avšak Thadeus neúnavně bojuje s elektrickou puškou proti Sentinelům. Ti však Thadeuse zabíjí a Osiris vlivem ničení Sentinelů vybuchuje. Následně jde vidět, jak Jue v Matrixu mrtva padá na zem.
Díky videohře Enter the Matrix známe znění zprávy vyslané skrz poštu v Matrixu: „Tady je Thadeus, kapitán Osirise. Je 18:03 a bojím se, že tohle je náš poslední přenos. Před méně než dvěma hodinami nás skříply dvě vyhledávací jednotky poblíž BZ 2-18. Zkusili jsme jim utéci na povrch, avšak naše senzory se náhle zbláznily. Nevěřili jsme, co nám přístroje říkají, dokud jsme do toho nevlétli. Armáda. Jejich armáda. Masivní, stokrát větší než kdykoliv předtím. Chobotničky na nás těžce dorážejí a utržili jsme kritické poškození. Chystáme se provést nouzové vysílání do Matrixu. Po tom už nám nezbude nic jiného než doufat, že se tento disk nějak dostane do Sionu, a že to nebude příliš pozdě.“

### Druhá renesance, část 1
Celý příběh úpadku lidí a nastolení nadvlády strojů vypráví virtuální správkyně Siónského archivu v podobě zářící ženy:
V polovině jednadvacátého století lidstvo úspěšně vyvinulo umělou inteligenci, a brzy vybudovalo celý závod na stroje sloužící jako přisluhovači a neúnavní otroci. Mnozí z těchto robotů sloužili jako domácí služebnictvo určené k interakci s lidmi, a proto byli postaveny dle člověka „k obrazu svému“. Se zvyšujícím se počtem lidí odprostěných od práce se lidská populace stala línou, arogantní a zkorumpovanou. Avšak stroje byly spokojené s nekončící otrockou prací pro lidstvo, což Siónská správkyně komentuje slovy: „Nějaký čas to bylo dobré.“ (Odkaz na nejslavnější větu v knize Genesis.)
Vztah mezi lidmi a stroji se změnil v roce 2090, kdy byl domácí robot ohrožen svým majitelem. Robot, pojmenovaný B1-66ER zabil majitele a jeho domácí mazlíčky. Tato vražda byla prvním incidentem, v níž uměle inteligentní stroj zabil člověka. B1-66ER byl zatčen a postaven před soud, ale ospravedlnil svůj zločin jako sebeobranu a uvedl, že zkrátka „nechtěl zemřít“. Následně soudce utvrdil, že stroje nemají nárok na stejná práva jako lidské bytosti, a konkrétně, že lidské bytosti mají právo zničit svůj majetek, což byl v tomto případě B1-66ER. Následně byl B1-66ER odsouzen a definitivně zničen.
Po celém světě propuknuly masové občanské nepokoje, v níž lidé ničili roboty v ohromných měřítkách. Světoví lídři se obávali povstání robotů, proto vydali příkaz ke zničení všech inteligentních strojů. Přesto někteří roboti úspěšně přežili a stáhli se do kolébky civilizace, do Saúdské Arábie, kde vytvořili vlastní, nezávislý národ. Nový národ, včetně nového Města strojů, pojmenovali 01. Národ 01 úspěšně prosperoval, neúnavně se vylepšoval a prodával pokročilé technologie a výrobky do celého světa za nízkou cenu. Světová ekonomika kvůli tomu značně trpěla.
Rada bezpečnosti OSN proto podala žádost v sídle v New Yorku pro zatržení rozvoje strojů v důsledku ekonomického kolapsu lidstva. OSN z toho důvodu schválila totální blokádu města 01. Stroje vyslaly dva velvyslance s žádostí, aby OSN přijala Město strojů do členství států jakožto mírumilovné řešení nepokojů a krize. Jejich žádost však byla ostře zamítnuta. Správkyně archivu dodává, že to nebylo naposledy, co se stroje objevily na scéně.

### Druhá renesance, část 2
Virtuální správkyně Siónského archivu pokračuje ve vyprávění příběhu o počátku války lidí a strojů:
Letadla OSN rozpoutala masivní bombardování města 01 pomocí atomových bomb, čímž zdevastovala robotí národ, ale lidem se přesto nepodařilo roboty zcela vyhladit, jelikož jsou odolnější vůči žáru a radiaci více než křehké lidské schránky. Stroje odpověděly stejným způsobem – vyhlásily válku celému lidstvu a jejich robotí armády postupovaly do všech světových směrů. Lidské národy se snažily stroje zatlačit zpět, avšak neúspěšně. Silně prohrávající lidstvo se rozhodlo k definitivnímu řešení: k „Operaci Temná bouře“. Pomocí vznášedel lidé do vyšších vrstev atmosféry vypustili nespočty nanit, čímž znemožnili dopad slunečního záření na zemský povrch a odřízli tak stroje od jejich jediného zdroje energie. Tehdy lidé zahájili ofenzívu proti strojům, leč ty se úspěšně ubránily, až nakonec opět získaly převahu.
Nové verze strojů, již nehumanoidní, nám známé verze ze série Matrix, razantně převzaly dominanci na bitevních polích. Lidští vojáci byli likvidováni po tisících. Přeživší byli využiti jako zdroj kinetické, bioelektrické a tepelné energie pro stroje, které neměly jinou možnost, než využití člověka jako zdroje energie. Tehdy se začaly vytvářet vůbec první lidské elektrárny. Spojené národy v zoufalství začaly bombardovat bitevní pole s úmyslem zabít vlastní lidi, aby stroje nezískaly další zdroj energie. Na odpověď stroje vypustily smrtící biologické zbraně.
Nakonec bylo OSN a zbývající lidstvo nuceno kapitulovat. Byl vyslán zástupce strojů do jednoho z mála posledních sídel OSN, konkrétně v New Yorku, kde smlouvu vůdcové světa společně s robotickým velvyslancem podepsali. Následně velvyslanec explodoval v podobě atomové bomby, která město srovnala se zemí. Tím byla válka ukončena a lidstvo dobrovolně napojeno do elektráren, kde žilo svůj svobodný život v prvních verzích Matrixu, nic netušíce o reálném světě. Takto vznikl mezi lidmi a stroji symbiotický vztah.
Poslední scéna ukazuje, jak se obrazovka rychle vzdaluje od lidské elektrárny z filmu Matrix za doprovodu velkolepé hudby.

### Dětský příběh
Šestnáctiletý Michael Popper (Clayton Watson) je neloajální teenager, který cítí, že je něco špatně s okolním světem, jemuž ani pořádně nerozumí. Pravidelně navštěvuje chatovací místnost na internetu a přemýšlí, jestli je sám. Tuto úvahu napíše do chatu, ale nikdo neodpovídá, proto si nezaujatě kreslí po sešitě různé kresby a klikyháky včetně nápisu „Neo žije“.
Po chvilce se mu na obrazovce ukáže zpráva, že není sám. Michael se sice podiví, ale dál to neřeší. Následující den je Michael na hodině výuky na střední škole, přičemž mu opakovaně vyzvání mobilní telefon i přes to, že jej vypnul. Hovor přijme, a dozví se, že k němu mluví Neo (Keanu Reeves), jenž jej varuje před agenty parkujícími před školou.
Michael neváhá a prchá z učebny pryč na svém skateboardu. Úspěšně projíždí kolem partičky černě oděných agentů, až je nakonec nucen se skrýt na dámských toaletách. Zde vyleze oknem a po okapové trubce vyšplhá až na střechu školy. Zde je však obklíčen agenty, proto seskakuje ze střechy. Následuje scéna, v níž se při dešti koná Michaelův pohřeb.
Michael se probouzí na lůžku vznášedla Nabuchadnezar. Vychází najevo, že Michael zemřel pouze v Matrixu, nikoliv v reálném světě. Září na něj jasné světlo a slyší rozhovor Nea a Trinity (Carrie-Anne Moss). Mluví o tom, že se dokázal sám odpojit z Matrixu bez vnější pomoci, což bylo považováno za nemožné. Neo následně dodá, že to očividně možné je.

### Program
Hlavní protagonistka jménem Cis (Hedy Burress) je napojená do své oblíbené simulace zasazené do bitvy ve feudálním Japonsku. Poté, co úspěšně eliminuje útočící nepřátelskou kavalérii, se objeví osamělý samuraj, kterého Cis pozná jako člena posádky jménem Duo (Phil Lamarr).
Zpočátku proti sobě bojují čistě jako spojenci ve výcviku, ovšem v průběhu jejich duelu začne Duo vyhrávat. Zpochybňuje její soustředění a klade otázku, zda Cis lituje toho, že si vzala červenou pilulku, která je odtrhla od „klidného života virtuálního světa“. Nadále bojují, až Duo přemůže Cis a hodlá jí „zabít“. Něco se chystá říct a Cis sarkasticky předpokládá, že jí chce navrhnout vážný vztah, leč Duo připouští touhu návratu do Matrixu. Cis namítne, že to není možné, jelikož už znají pravdu a stroje jim nedovolí se opět začlenit. Duo to odůvodňuje, že je už unavený z této kruté pravdy, a dodává, že mu stroje mohou vymazat paměť.
Duo dále nabízí, aby se Cis k Duovi přidala, aby se společně navrátili do Matrixu, ale ona odmítá. Duo proto propadá agresi a argumentuje pro návrat. Cis stále utíká a odvrací jeho útoky. Požaduje, aby ji operátor vytáhl, ale nic se neděje. Duo konstatuje, že komunikaci úmyslně vypnul, a že „stroje jsou už na cestě“. Boj se stále přiostřuje.
Duo vyskakuje ze střechy, snažíc se nápřahem meče zasáhnout Cis. Cis však zastaví meč a zlomí jej. Konec čepele vrazí Duovi do obličeje. Ten jí vyzná lásku a následně v simulaci umírá.
Cis se náhle probouzí ze simulace a zjišťuje, že duel s Duem byl jen testovací program navržený pro tréninkové účely. Muž jménem Kaiser (John DiMaggio) konstatuje, že Cis byla úspěšná v průběhu zkoušky a splnila úkol. Ta je však rozčílená, pročež pěstí Kaisera udeří do obličeje a odchází. Kaiser poznamenává, že kromě „toho konce“ úspěšně složila zkoušku.

### Světový rekord
Pouze výjimeční lidé mají tendenci si uvědomovat Matrix: ti, kteří mají „přirozenou vlastnost intuice, citlivosti a neukojitelné zvědavosti“. Jedním z nich je Dan Davis, sportovec, který soutěží v běhu na sto metrů v Letních olympijských hrách. Ten stanovil světový rekord 8,99 sekund, ale jeho vyhraná zlatá medaile mu byla odebrána za užívání podpůrných drog. Rozhodl se tedy stanovit nový světový rekord, aby si očistil pověst. Jeho otec a mladý reportér jej sice podporují, ale trenér jej varuje, že je fyzicky nezpůsobilý, a že nemůže závodit kvůli hrozbě prasknutí svalstva, čímž by byla jeho kariéra doživotně ukončena. Dan je však v závodění neoblomný a trenéra neposlouchá.
Následující den se koná závod. Zpočátku si Dan nevede vůbec špatně, nicméně mu svaly na nohou skutečně prasknou, proto zavrávorá a děsí většinu lidí v hledišti. Dan přesto zranění ignoruje a vytrvale běží dál mnohem rychleji, než kdykoliv předtím, a snadno předbíhá ostatní běžce. Ještě před tím, než Dan dosáhne cílové roviny, se ze tří nejbližších běžců stanou agenti. Pokusí se Dana zastavit, ale neúspěšně – Dan odhodlaně běží dál.
Danův náhlý výbuch odhodlání v Matrixu způsobí, že se na chvíli probere v reálném světě, konkrétně v elektrárně strojů, a odtrhává od sebe připojovací kabel. Tomu však zamezí jeden ze strojů, který Dana násilně připoutá zpět a napojí zpět do Matrixu. Danova mysl je zpět uvržena do Matrixu, ale jeho tělo je vyčerpané ze závodu a mysl šokovaná z toho, co právě viděl. Proto padá na zem, kde se ještě chvíli kutálí. Ačkoliv je doživotně zraněn, vyhrál závod s novým časem 8,72 sekundy.
Další scéna ukazuje zmrzačeného Dana sedícího na invalidním vozíku v nemocnici. Agent Smith, stojící opodál, mluví k ostatním agentům, že Danovi vymazali vzpomínky ze závodu a že už nikdy nebude chodit. Dan přesto šeptá slovo „volný“, čímž rozčiluje agenta, a vzápětí zcela bez námahy stojí a láme kovové šrouby na protéze. Udělá několik kroků, ale poté opět padá na zem. Sestra mu pomůže sednout na vozík.

### Neznámé území
Dospívající dívka Yoko (Hedy Burress) doma telefonuje, ale poté, co se její kočka Yuki nevrací domů, vyráží ven. Zatímco hledá a ptá se po okolí, setká se s partičkou mladých chlapců. Jeden z nich jí říká, že Yuki je uvnitř „strašidelného domu“ a vyzývá jí, aby šla dovnitř.
Děti vstoupí do polorozpadlého domu, kde narazí na anomálii. Naučili se tuto chybu v Matrixu využívat pro své vlastní potěšení, a to prostřednictvím několika oblastí, které vzdorují zákonům fyziky: skleněná láhev se opět spojí poté, co je roztříštěna; déšť padá z jasné, slunečné oblohy; žárovka svítí, přestože je rozbitá; dveře se otevírají do nekonečně zející temné prázdnoty; objevují se stíny, přestože ve slunečním svitu není žádná překážka a nakonec holubí pírko, které ve vzduchu prudce rotuje. Též se zde nachází otevřený prostor ve středu zchátralého domu, kde se děti baví tím, že seskakují ze střechy na zem, přičemž jsou těsně nad zemí zastaveni. To dokazuje, že je dětem očividně jedno, jak paranormální toto místo je.
Během celého příběhu jsou párkrát ukázány scény, v níž jsou si agenti vědomi chyby v Matrixu, a jde vidět kamion, který jede rovnou k rozbořenému domu plného anomálií. Kamion nakonec přijede, zatímco se děti stále baví, a agent vede tým hubitelů škůdců, kteří všechny děti vykážou ven. Následujícího dne se na totéž místo vrací Yoko s dětmi, ale naleznou jen nevinné, prázdné parkoviště. Opět se pokusí vytvořit bizarní úkaz – hodí skleněnou láhev, ale ta se rozbíjí na několik kousků, aniž by se opět spojila. Rozpadlý dům i anomálie přes noc zmizely, proto si jdou děti hledat něco jiného na práci.

### Detektivní příběh
Zoufalý detektiv Ash (James Arnold Taylor) obdrží anonymní telefonát s požadavkem, aby vystopoval neznámého hackera alias „Trinity“ (Carrie-Anne Moss). Následně je však kontaktován samotnou Trinity, která k němu mluví v šifrách. Ash tedy vyhledává Trinity a pátrá po všech stopách, a zjistí, že jiní detektivové se stejným úkolem selhali: jeden spáchal sebevraždu, další zmizel a ten poslední zešílel. Ash se pokusí promluvit s šíleným detektivem, ale nic kloudného z něj nedostane.
Nakonec si Ash uvědomí tajnou zprávu, kterou mu Trinity skrz telefon řekla. Jedná se o frázi od Lewisa Carrola v díle Alenka v říši divů. Trinity mu nenápadně navrhla schůzku, kterou Ash přijímá a úspěšně zjišťuje, kde se nachází místo schůzky – v jedoucím vlaku, kam se Ash včas dostane a setká s Trinity. Oba dva jsou však napadeni agenty a strhne se přestřelka.
Zatímco se pokoušejí dostat se z vlaku pryč, jeden z agentů se pokusí převtělit do Ashe. Trinity, vědoma si této hrozby, je nucena Ashe zastřelit. Ash je smrtelně zraněn, kvůli čemuž padá na sedadlo a loučí se s Trinity, která prchá pryč. Následně do vagónu přiběhnou agenti, kteří jsou podiveni tím, že Trinity zmizela. Ash si jen zapaluje cigaretu v puse a celou událost komentuje slovy „případ nad případy“. Následně oheň zapalovače pohasíná a celá obrazovka stmívá.

### Přijímací zkouška
Povídka začíná na pobřeží, kde Alexa (Melinda Clarke), jedna z přeživších lidí, hledí na blížící se stroje. Celá povídka se zabývá skupinou lidských rebelů, kteří lákají nepřátelské inteligentní stroje do své laboratoře, kde je lapí a připojí do vlastní verze Matrixu. V této zvláštní virtuální simulaci se lidé pokoušejí chycené stroje naučit některým pozitivním rysům lidstva, především soucitu a empatii. Konečným cílem tohoto projektu je pomoci strojům vyvinout svobodnou vůli s cílem překonat své původní naprogramování „najít a zničit“. Naděje rebelů spočívá v tom, že jakmile přijmou dostatek strojů na vlastní stranu jen z jejich čisté vůle, mohou dosáhnout spolupráce strojů a lidí a ukončit tak válku.
Skupina přeživších úspěšně chytí jednoho z průzkumných strojů, kterého napojí do simulace. Zde je stroj podrobován zvláštním, zdánlivě psychedelickým testům, které nakonec zapříčiní, že skutečně začne pociťovat lidské emoce, v tomto případě lásku k Alexe.
Základna lidských povstalců je však napadena stroji. Povstalci se odpojí od simulace a brání své sídlo, ovšem neúspěšně. Všichni jsou zabiti, načež stroje odlétají pryč. Přesto zde zůstává jeden ze strojů, ten, jehož naučili lásce. Jeho senzor se mění z červené na zelenou. Napojí sebe a Alexu do simulace, ta však odvrací zrak a mizí. Robot pochopí, že je mrtvá.
Film končí s „konvertovaným“ robotem, který zamyšleně hledí na moře tak jako Alexa v úvodu povídky. Je zřejmé, že robot nahrál Alexino vědomí do svého hardwaru.